# Mercedes-Benz 300 SEL 6.3
La Mercedes-Benz 300 SEL 6.3 est une berline tricorps fabriquée par Mercedes-Benz de 1968 à 1972 et reprenant, presque dans son ensemble, les caractéristiques des Mercedes-Benz Types 108/109, hormis le moteur. De l'extérieur, la 300 SEL 6.3 n'est reconnaissable que par les pneus plus larges, les phares jumeaux à halogène H1, les lampes longue portée supplémentaires ainsi que le sigle « 6.3 » sur la malle arrière.
Capable d'atteindre les 220 km/h, elle reprend le moteur V8 M 100 de la Mercedes-Benz 600 ainsi que sa boîte de vitesses automatique. Ce moteur, dénommé M100.981, avait, sur certains marchés où la qualité du carburant n’était pas optimale, une variante dont la puissance nominale était rabaissée à 220 chevaux, à l’instar de ce qui se faisant aussi concernant la 600 (W100).
Très évoluée sur le plan technique, sa particularité est de posséder des suspensions pneumatiques comme la 300 SE Type 112 qui la précédait et comme la Mercedes-Benz 600, pour ne pas avoir à utiliser (et à payer) le système hydropneumatique breveté de la marque Citroën.
Par la suite, la 450 SEL 6.9 qui lui succède pousse plus loin dans la démesure avec une cylindrée portée à 6,9 litres et l'usage de suspensions hydropneumatiques, dont la technologie est entre-temps tombée dans le domaine public.

## Historique
Erich Waxenberger, un ingénieur de la firme à l'étoile, travailla sur une 250 SE Coupé auquel il voulait accoupler le V8 M 100 de la limousine 600. Il présenta son projet à Rudolf Uhlenhaut, le père de la 300 SL, qui approuva l'engin après l'avoir essayé. En plus de dynamiser l'image de la marque, cette automobile permit également de rentabiliser le V8, ayant une diffusion confidentielle dans la très luxueuse 600.

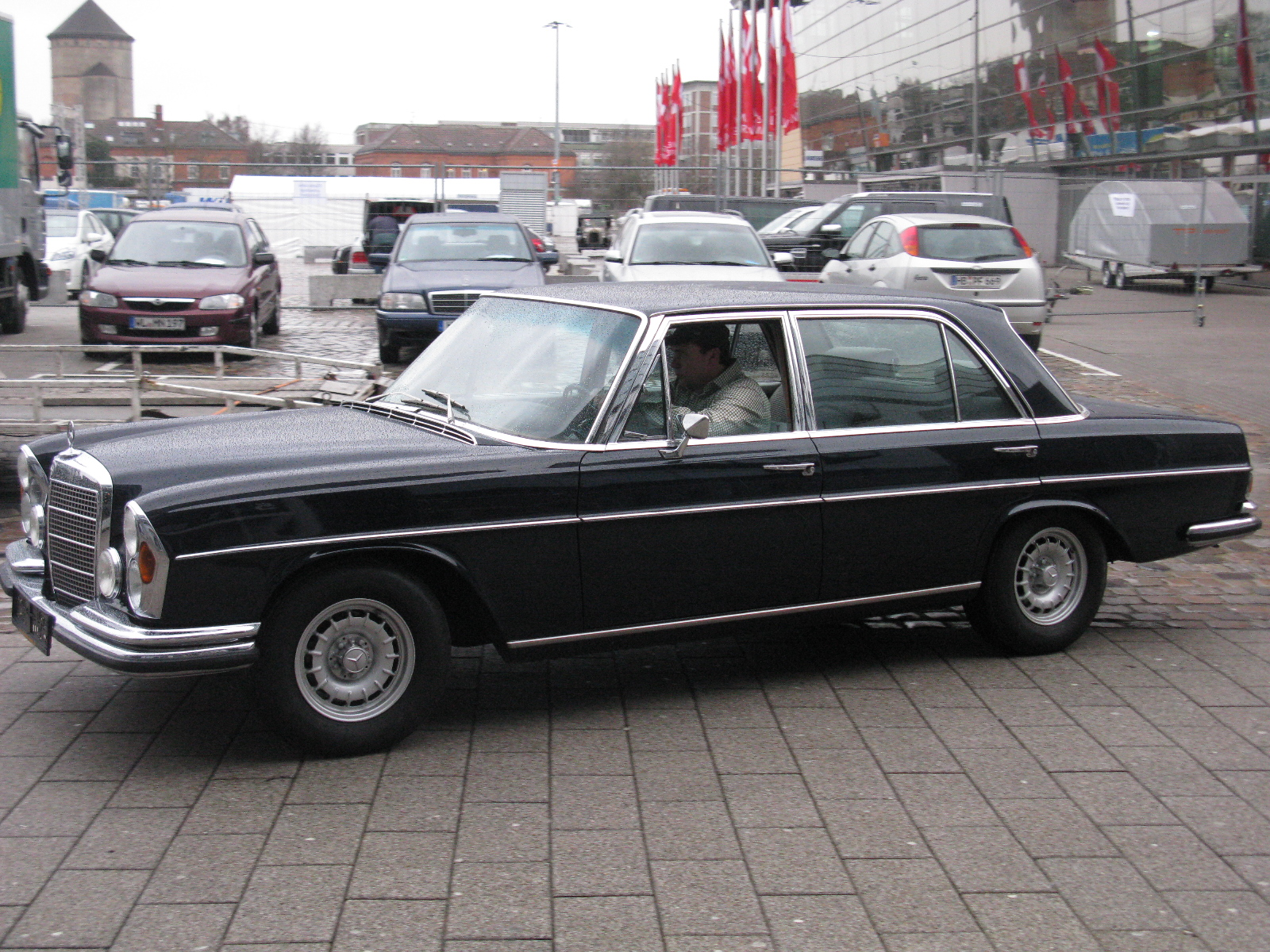
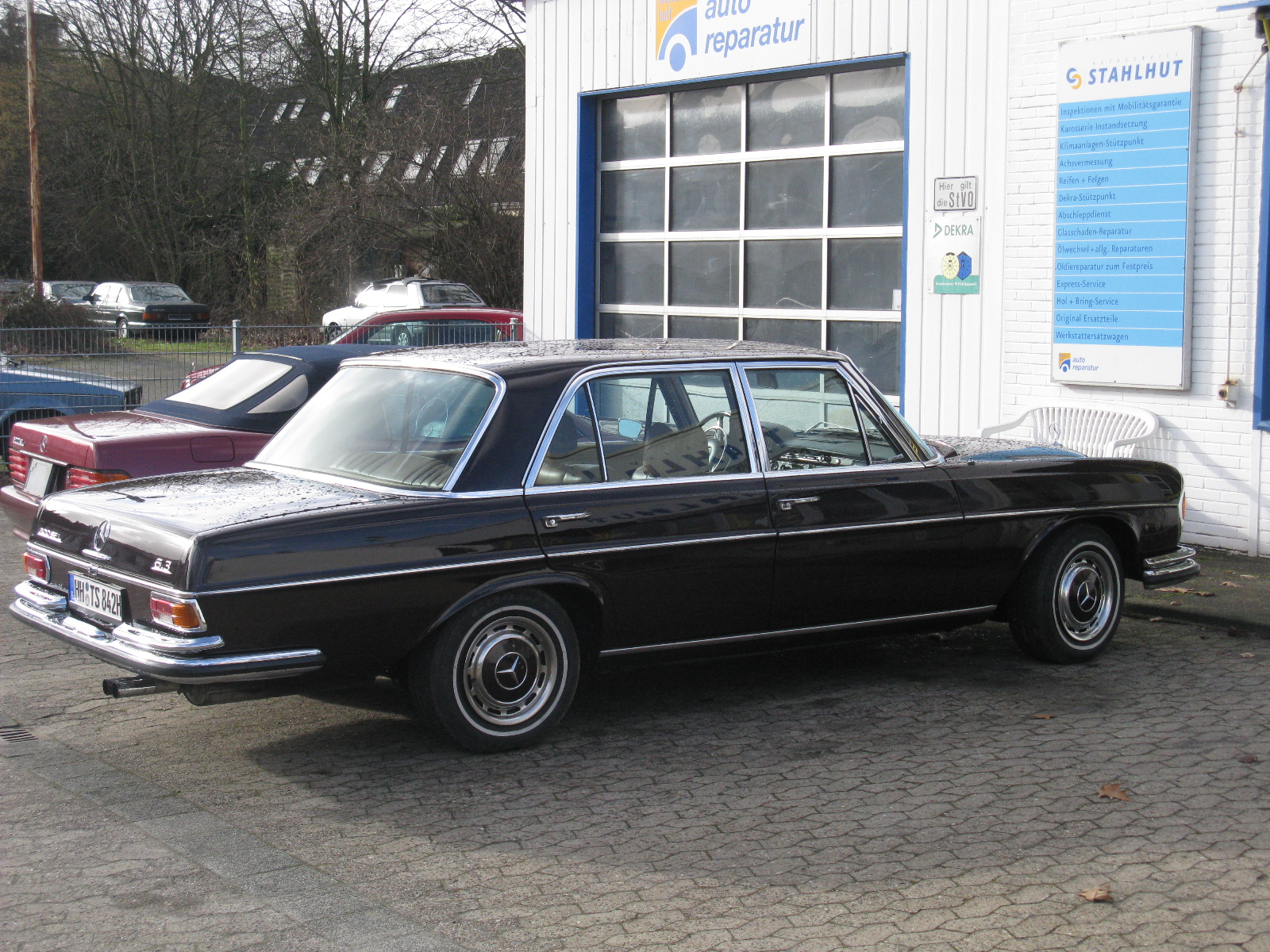

## Caractéristiques

### Dimensions
|                               | Mercedes-Benz 300 SEL 6.3 |
| ----------------------------- | ------------------------- |
| Longueur                      | 5 000 mm                  |
| Largeur (sans rétroviseurs)   | 1 810 mm                  |
| Hauteur (sans climatisation)* | 1 410 mm                  |
| Empattement                   | 2 865 mm                  |
| Porte-à-faux                  |                           |
| Rayon de braquage             |                           |
| Masse à vide                  | 1 740 kg                  |
| P.T.A.C.                      |                           |
| Réservoir à combustible       | Essence SP 98 : 105 l     |

### Motorisations
La 300 SEL 6.3 a eu qu'une seule motorisation en essence :
- le M 100 huit cylindres en V à injection directe de 6,3 litres développant 250 ch.

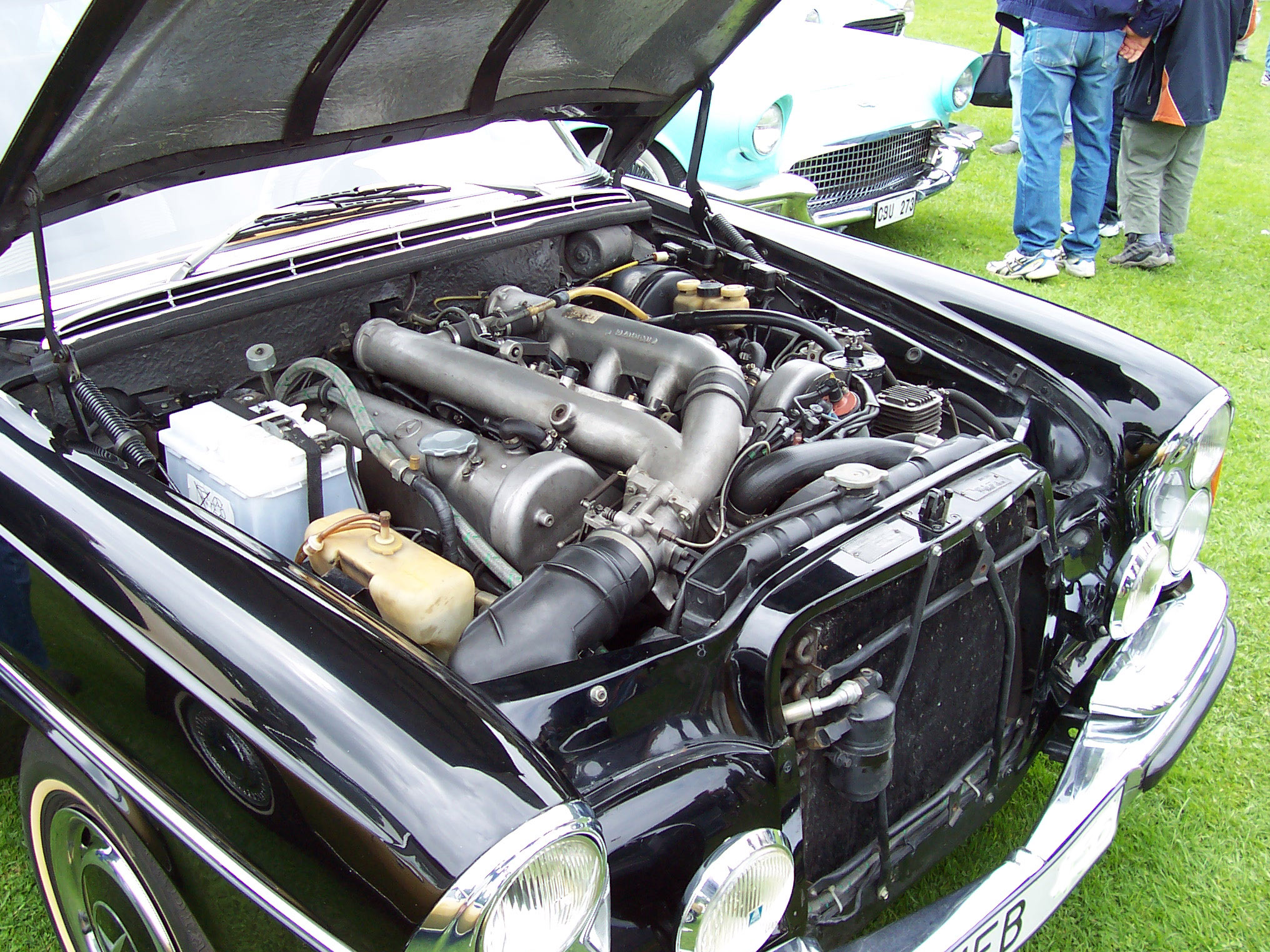
Moteur M 100.

| Modèle      | Construction | Moteur + Nom               | Cylindrée         | Performance                   | Couple                | 0 à 100 km/h | Vitesse maxi | Consommation + CO2   |
| ----------- | ------------ | -------------------------- | ----------------- | ----------------------------- | --------------------- | ------------ | ------------ | -------------------- |
| 300 SEL 6.3 | 1968 - 1972  | 8 cylindres en V M 100.981 | 6 332 cm3 (6,3 L) | 183 kW (250 ch) à 4000 tr/min | 500 N m à 2800 tr/min | 6,5 s        | 220 km/h     | 21 l/100 km ... g/km |

| 0-80 km/h | 0-100 km/h | 0-120 km/h | 0-140 km/h | 0-160 km/h | 0-180 km/h | 0-200 km/h | Distance de 1 km |
| --------- | ---------- | ---------- | ---------- | ---------- | ---------- | ---------- | ---------------- |
| 4,3 s     | 6,5 s      | 9,3 s      | 13,0 s     | 17,3 s     | 22,8 s     | 31,0 s     | 27,1 s           |

### Châssis et suspensions
Le lourd châssis en acier de la 300 SEL est supporté par une suspension pneumatique développée par Bosch sur la première 300 SE apparue en 1961. Cette dernière, couplée à un contrôleur d'assiette, contient le cabrage et la plongée, donnant aux passagers un très haut niveau de confort.

## Héritage - 300 SEL 6.3 AMG

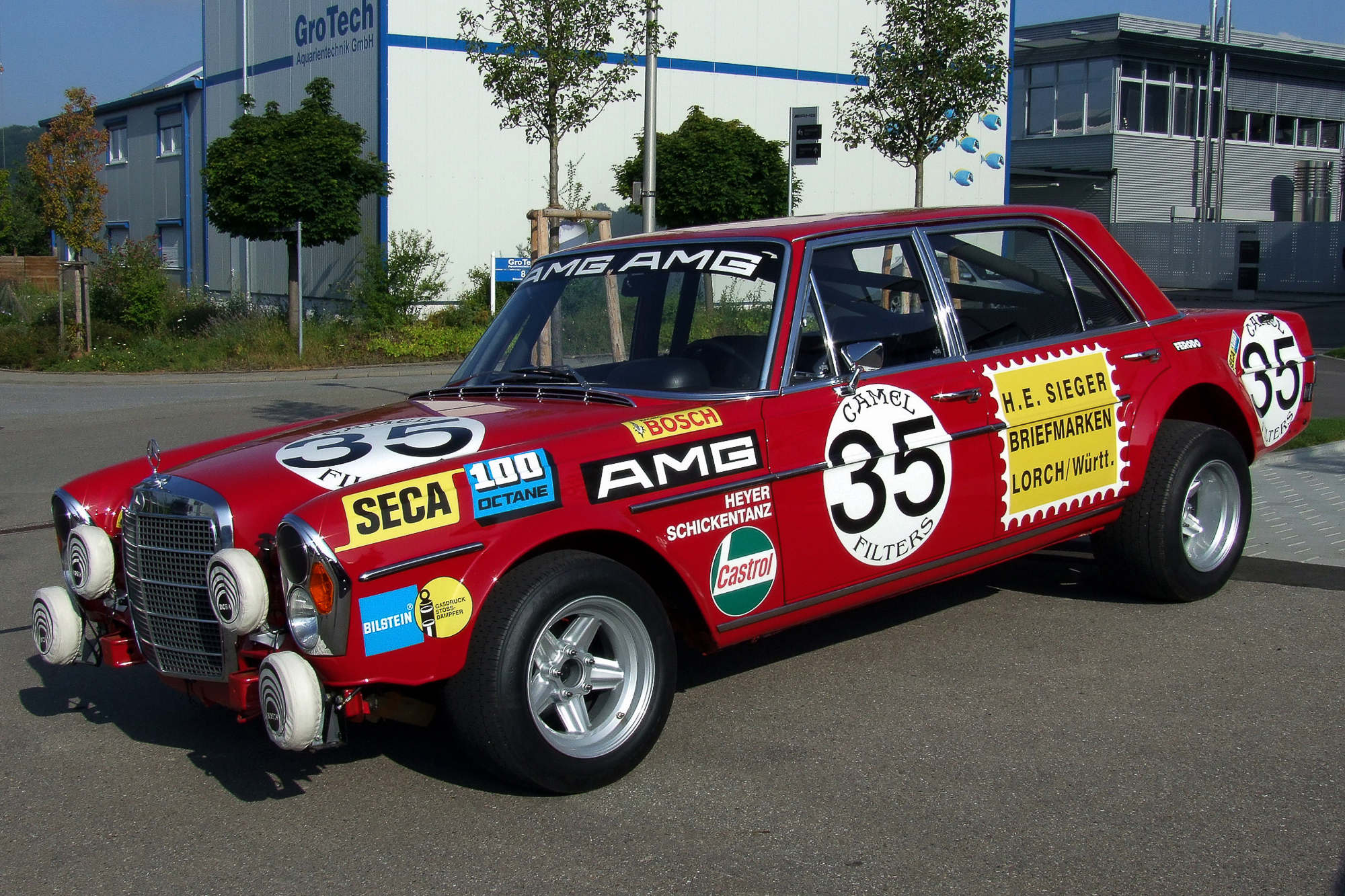

La 6.3 a également trouvé sa place dans les courses et les rallyes de voitures de tourisme. Le moteur est réalésé à 6,8 litres en 1971 par AMG ; c'est la première voiture alignée en compétition par Mercedes-AMG. 